# Surprise de Meaux

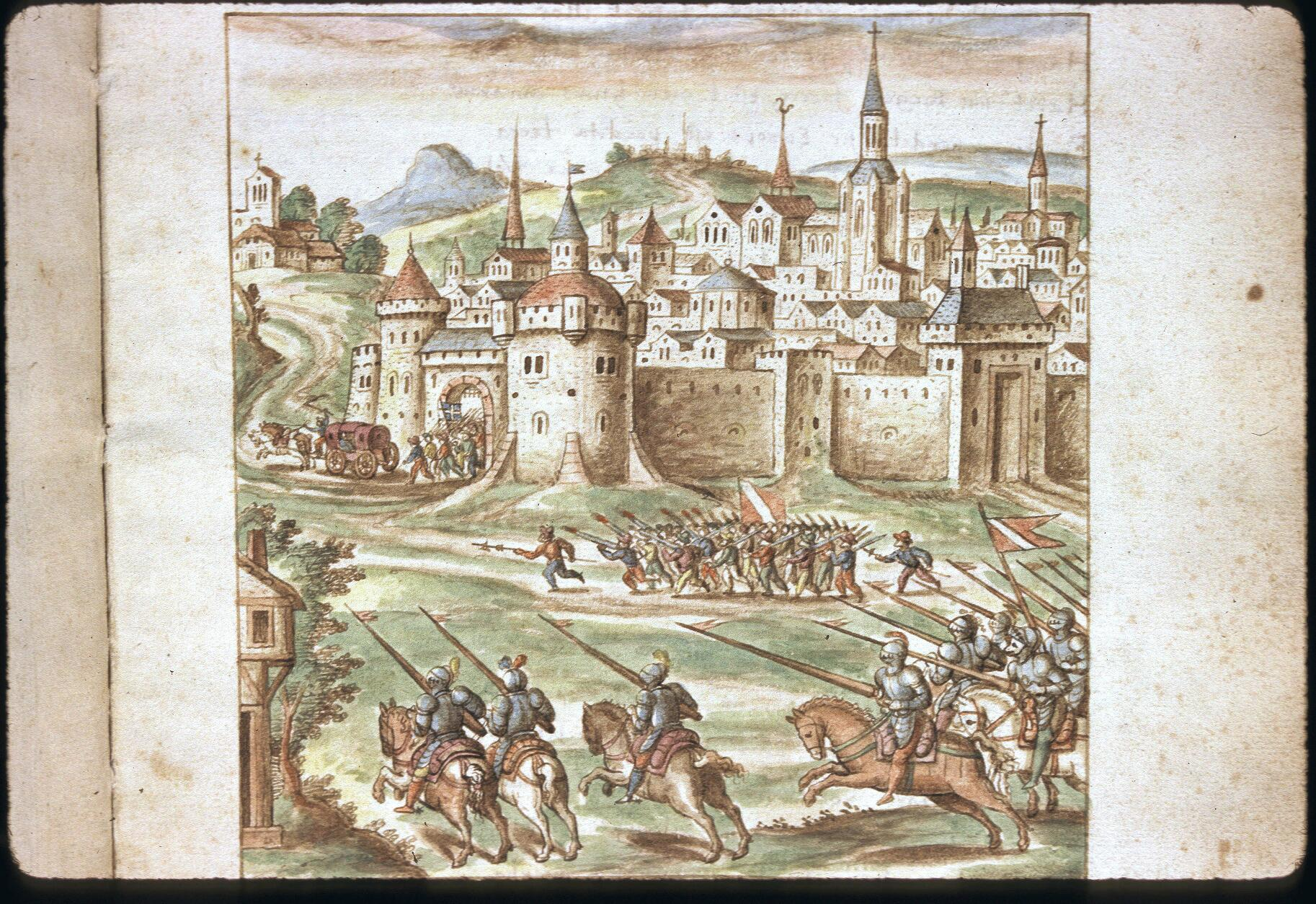
Die Protestanten greifen Karl IX. in Meaux an, aus dem Manuskript Carmen de tristibus Galliae, 1577, Bibliothèque municipale de Lyon, ms. 0156, folio 13

Die Surprise de Meaux (auch Bataille de Meaux genannt) aus dem Jahr 1567 war eine von Louis I. de Bourbon-Condé, dem wichtigsten Anführer der Protestanten, organisierte Verschwörung zur Entführung des Königs Karl IX. und seiner Familie. Das Ereignis löste den Zweiten Hugenottenkrieg (1567/68) aus.

## Geschichte
Als Condé spürte, dass die Gefahren für die Hugenotten zunahmen, beschloss er, trotz der Vorbehalte Gaspard II. de Colignys, eine vorbeugende Maßnahme zu ergreifen. Unter dem Vorwand, Karl IX., der König von Frankreich, sei von den Italienern bedroht worden, die ihn gefangen nehmen wollten, ließ er am 28. September 1567 das Schloss Montceaux in der Nähe von Meaux besetzen, um des Königs habhaft zu werden. Karl IX. und seine Mutter de Caterina de’ Medici konnten den Protestanten nur äußerst knapp entkommen, nach Meaux fliehen und dann Paris erreichen. Diese Operation, die in der Geschichte als „Surprise de Meaux“ bezeichnet wird, war der Vorwand für den Ausbruch neuer Gewalt. Am nächsten Tag, dem Sankt-Michaels-Tag, wurden katholische Priester ermordet und in Nîmes die als „Michelade“ bekannten Gräueltaten verübt.
Der Zweite Hugenottenkrieg, der auf diese Ereignisse folgte, dauerte nicht lange. Den Gegnern, die nicht über die finanziellen Mittel und wohl auch nicht über die nötige Entschlossenheit verfügten, sich auf den Kampf einzulassen, beschränkten sich auf wenige kleine Operationen. Der Frieden von Longjumeau vom 23. März 1568, der dem Krieg ein Ende setzte, kehrte zum „Status quo ante“ zurück. Es war jedoch nur ein einfacher Waffenstillstand, der dazu genutzt wurde, die Streitkräfte neu aufzustellen. Der wirkliche Krieg war dann der Dritte Hugenottenkrieg, der 1569 ausbrach. Die Hugenotten hatten sich während des Waffenstillstands in La Rochelle niedergelassen und ihre Armee wieder aufgebaut. Die folgenden Kämpfe fanden dann in den westlichen und südwestlichen Provinzen statt.

## Mögliche Schuldige
Als einer der größten Familien des Königreichs, dem Haus Coligny, nahestehend, wurde Guyonne de Rieux, ebenso wie Louis I. de Bourbon-Condé, Gaspard II. de Coligny und dessen Bruder François de Coligny-d’Andelot, als Anstifterin der Surprise de Meaux beschuldigt. Der Urkundensammlung L’Art de vérifier les dates folgend wurde ihr vom Parlement de Paris der Prozess gemacht, in dem sie zum Tode verurteilt und die Beschlagnahme ihrer Güter zugunsten des Königs angeordnet wurde. Zudem sollte das Wappen der Gräfin von Laval von einem Pferd durch den Schmutz der Straßen von Paris gezogen werden. Die Hinrichtung unterblieb jedoch, da Guyonne de Laval als geistig umnachtet angesehen wurde. Sie starb am 13. Dezember 1567 in Laval.